# 서울 봉은사 목조석가여래삼불좌상
서울 봉은사 목조석가여래삼불좌상(서울 奉恩寺 木造釋迦如來三佛坐像)은 서울특별시 강남구, 봉은사에 있는 불상이다. 문화재청장이 2014년 1월 13일 국가지정문화재(보물)로 지정 예고절차를 거쳐, 2014년 3월 11일 대한민국의 보물 제1819호로 지정하였다.
이 불상은 조선 후기 1651년 조각승 승일(勝一)이 수(首)조각승으로 9명의 보조 조각승들을 이끌고 제작한 상이다. 1765년의 개금발원문(改金發願文)을 통해 1689년에 화재로 본존 석가상은 소실되어 새로 조성했음을 알 수 있다.
승일이 제작한 본존 석가상은 좌우협시상에 비해 30cm 정도 크고, 변형식 편단우견(偏袒右肩)으로 법의를 걸치고 항마촉지인(降魔觸地印)을 결한 모습이어서 조형적인 면에서 구별되나 착의와 수인(手印) 등은 17세기 중엽의 불상 양식을 따르고 있음을 알 수 있다.
본존 석가불상은 좌우의 아미타불, 약사불과는 다른 조각가에 의해 제작되었지만, 조각적으로 우수하고 발원문과 개금문을 통해서 삼세불의 봉안과 개금에 참여했던 시주자들, 조각을 담당했던 조각승들을 알 수 있으므로 조선 후기 17세기 중후반 불교조각을 이해하는 데 중요한 작품으로 평가된다.

## 같이 보기
- 봉은사

## 참고 자료
- 서울 봉은사 목조석가여래삼불좌상 - 국가유산청 국가유산포털